# Hwang Sun-hong
Đây là một tên người Triều Tiên, họ là Hwang.
Hwang Sun-hong (Hangul: 황선홍, sinh ngày 14 tháng 7 năm 1968) là cựu cầu thủ và huấn luyện viên bóng đá chuyên nghiệp người Hàn Quốc.
Hwang được coi là một trong những tiền đạo hàng đầu của Hàn Quốc thời còn thi đấu. Ông có trận ra mắt lần đầu tiên gặp Nhật Bản vào tháng 12 năm 1988. Hwang sau đó đã cùng với đội tuyển Hàn Quốc liên tiếp tham dự các vòng chung kết World Cup từ năm 1990 cho đến 2002.

## Thống kê sự nghiệp
| Đội tuyển bóng đá Hàn Quốc | Đội tuyển bóng đá Hàn Quốc | Đội tuyển bóng đá Hàn Quốc |
| Năm                        | Trận                       | Bàn                        |
| -------------------------- | -------------------------- | -------------------------- |
| 1988                       | 5                          | 2                          |
| 1989                       | 12                         | 8                          |
| 1990                       | 17                         | 6                          |
| 1991                       | 0                          | 0                          |
| 1992                       | 0                          | 0                          |
| 1993                       | 6                          | 1                          |
| 1994                       | 17                         | 16                         |
| 1995                       | 3                          | 1                          |
| 1996                       | 10                         | 8                          |
| 1997                       | 0                          | 0                          |
| 1998                       | 8                          | 3                          |
| 1999                       | 5                          | 0                          |
| 2000                       | 2                          | 0                          |
| 2001                       | 7                          | 2                          |
| 2002                       | 11                         | 3                          |
| Tổng cộng                  | 103                        | 50                         |